# ما-حج

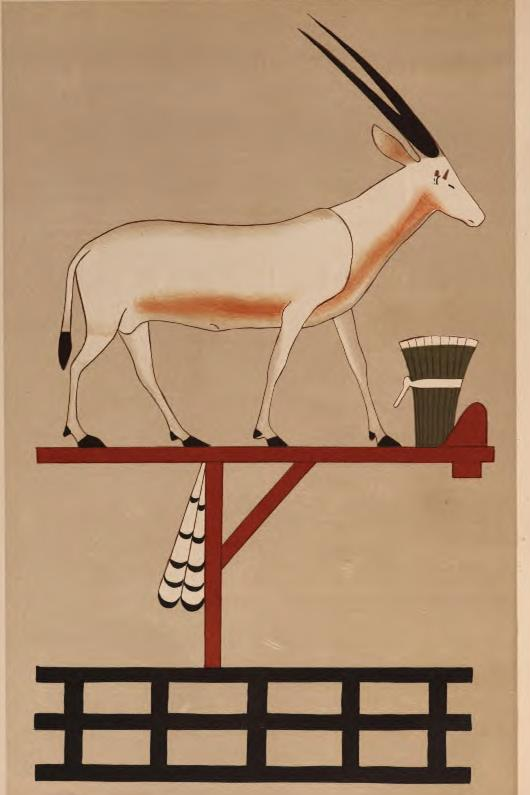
رمزمقاطعة الغزال من مقبرة خنوم حتب الثانية ببني حسن

ما حج أو أوريكس كانت المقاطعة رقم 16 من مقاطعات مصر العليا القديمة.  تم تسميته على اسم حيوان مها أبو حراب (نوع من الظباء)، وكان تقع تقريبًا في المناطق المحيطة بمدينة المنيا الحديثة في مصر الوسطى.